# Nova-Klasse
Die Nova-Klasse ist eine Klasse von Kreuzfahrtschiffen von Silversea Cruises mit Stand 2025 zwei Schiffen. Sie entstanden auf der Meyer Werft in Papenburg. Die Schiffe fahren unter der Flagge der Bahamas mit Heimathafen Nassau.

## Geschichte
Die Schiffe wurden im Oktober 2018 als „Project Evolution“ bestellt. Die Ablieferung sollte zunächst ab 2022 erfolgen. Bedingt durch die COVID-19-Pandemie wurde die Ablieferung jedoch auf die Jahre 2023 und 2024[veraltet] verschoben.
Der Bau des Typschiffes Silver Nova begann am 18. November 2021. Am 21. Dezember 2021 wurde die Silver Nova auf Kiel gelegt. Nach dem Ausdocken am 28. April 2023 wurde das Schiff am 5. Juni 2023 über die Ems in die Nordsee überführt. Im Sommer 2023 wurde das Schiff abgeliefert und nahm im August den Dienst auf, die Taufe fand am 4. Januar 2024 in Fort Lauderdale statt.
Am 23. November 2022 begann der Bau der Silver Ray. Am 25. Februar 2024 verließ das Schiff das Baudock und wurde am 21. April zur weiteren Ausrüstung ins niederländische Eemshaven überführt. Die Silver Ray wurde am 14. Mai 2024 abgeliefert.

## Technik
Die Schiffe nutzen Flüssigerdgas als Hauptbrennstoff. Im Hafen soll durch den Einsatz von Brennstoffzellen und Batterien ein emissionsfreier Betrieb möglich sein. Die Hybridtechnologie soll die vom Schiff ausgehenden Emissionen um 40 Prozent im Vergleich zu den Schiffen der Muse-Klasse, senken. Durch ein Micro Auto Gasification System soll aus an Bord anfallendem Abfall Synthesegas erzeugt werden, was die Schiffe zur Energiegewinnung nutzen können.

## Ausstattung
Die Silver Nova verfügt über 13 verschiedene Kabinenkategorien, wobei jede Kabine einen eigenen Balkon hat. An Bord befinden sich acht Restaurants und das größte Pooldeck aller Schiffe der Flotte von Silversea Cruises.

## Übersicht
| Nova-Klasse | Nova-Klasse | Nova-Klasse | Nova-Klasse | Nova-Klasse | Nova-Klasse                | Nova-Klasse |
| Name        | IMO-Nummer  | Baunr.      | Rufzeichen  | Baujahr     | Eigner                     | Status      |
| ----------- | ----------- | ----------- | ----------- | ----------- | -------------------------- | ----------- |
| Silver Nova | 9886213     | S.719       | C6GA5       | 2023        | Silver Nova Shipping Co.   | in Fahrt    |
| Silver Ray  | 9886225     | S.720       | C6HL7       | 2024        | Silver Ray Shipping Co LLC | in Fahrt    |